# Crépi
Pour l’article ayant un titre homophone, voir Crépy.
Ne doit pas être confondu avec Crépis ou Crepis.

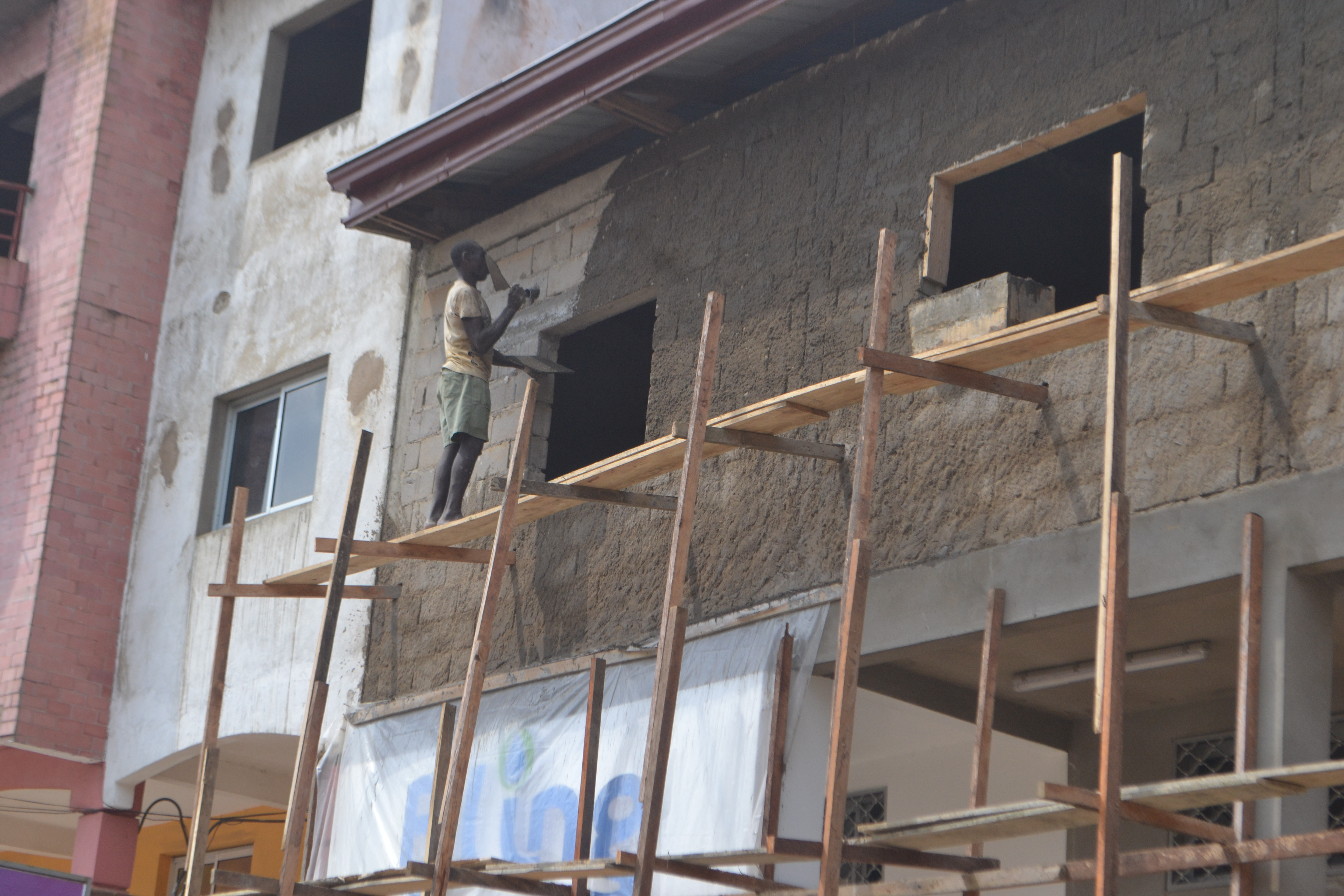
Maçon crépissant un mur au Cameroun.

Le crépi est la première couche de mortier ou de gros plâtre au panier que l'on met sur une muraille ou pour enduire la façade d'une maison.

## Vocabulaire
- Crépi - Première couche de mortier ou de gros plâtre au panier que l'on met sur une muraille[M 1].
- Crépi moucheté - Seconde couche que l'on fait avec du plâtre gâché très clair, ou du mortier que l'on jette au ballet[M 1].
- Crépi à pierre apparente - Crépi qui ne couvre qu'une partie de chaque moellon ; on le nomme aussi jointoiement[M 1].
- Crépi plein. C'est celui qui couvre tous les moellons[M 1].
- Crépir - Couvrir une muraille de plâtre ou de mortier[M 1].
- Enduire - Action de couvrir une muraille, une cloison, un tuyau, ou de plâtre, ou de mortier, fait avec de la chaux, du sable ou du ciment[M 2].
- Enduit - Seconde couche que l'on fait avec du plâtre fin passé au tamis de crin ou sas sur une première qu'on nomme crépi[M 3].
- Crevasse - Fente qui se fait dans un enduit, dans un mur, et que l'on nomme aussi lézarde ou gerçure;